# Cristian Calderón
Cristian Calderón, né le 24 mai 1997 à Tepic au Mexique, est un footballeur international mexicain qui évolue au poste d'arrière gauche au Club Necaxa en prêt du Club América.

## Biographie

### Carrière en club
Né à Tepic au Mexique, Cristian Calderón est formé par l'Atlas FC après être passé par le CD De los Altos.
En janvier 2019 il rejoint le Club Necaxa, où il fait forte impression cette année en inscrivant 10 buts en 37 matchs.
Le 12 novembre 2019 est annoncé le transfert de Cristian Calderón au CD Guadalajara, qui prend effet au 1er janvier 2020. Le 19 janvier 2020 il joue son premier match sous ses nouvelles couleurs, à l'occasion d'une rencontre de championnat face au CF Pachuca (0-0).
Le 29 novembre 2020 il donne la victoire à son équipe contre le Club América en marquant les deux buts de son équipe (1-2 score final).
Le 3 janvier 2024, Cristian Calderón signe en faveur du Club América, le club rival du CD Guadalajara, son ancienne équipe.
Calderón participe au bon parcours de son équipe en Coupe des champions de la CONCACAF 2024, le Club América se hissant jusqu'en demi-finale, battu par le futur vainqueur de la compétition, le CF Pachuca. Il est titularisé lors de la double confrontation, le 24 avril 2024 (1-1) à l'aller et au retour le 1er mai 2024 (défaite 2-1).

### En équipe nationale
Cristian Calderón honore sa première sélection avec l'équipe nationale du Mexique face à Trinité-et-Tobago le 3 octobre 2019. Pour cette rencontre, il est titularisé au poste d'arrière gauche, et le Mexique s'impose par deux buts à zéro.
Calderón arrive en demi-finale du tournoi Maurice Revello avec l'équipe des espoirs du Mexique en 2019, 